# 髙藤直寿
髙藤 直寿（たかとう なおひさ、1993年〈平成5年〉5月30日 - ）は、日本の柔道家。栃木県下野市出身。組み手は左組み。得意技は小内刈、巴投げ、肩車。
2021年開催の東京オリンピック柔道男子60kg級金メダリスト。

## 経歴
埼玉県蓮田市に生まれ、4歳から栃木県下野市で育つ。7歳の時に柔道を始めた。小学校3年からは66kg級世界チャンピオンの海老沼匡も在籍していた野木町柔道クラブの所属となった。小学校5年の時にはその年に新設された全国小学生学年別柔道大会40kg級の初代チャンピオンとなった。翌年はこの大会の45kg級で優勝して2連覇を達成した。
東海大相模中学3年の時には全国中学校柔道大会で優勝した。
東海大相模高校1年の時には16歳以下の世界一を決める大会である世界カデに出場して優勝した。2年の時にはインターハイ60kg級で優勝を果たしたが、全日本ジュニアでは2位に終わった。3年の時にはインターハイで2連覇すると全日本ジュニアでも優勝した。そして世界ジュニアでは優勝を果たした。
その直後の講道館杯では、準決勝で世界2位の平岡拓晃に一本勝ちして、決勝でも国士舘大学4年の川端龍相手に先に有効2つを取ってリードするも、小内刈で逆転の一本負けを喫して2位に終わり、高校生での優勝はならなかった。12月のグランドスラム・東京では準々決勝で2009年の世界ジュニア2位であるモンゴルのダワードルジ・トゥムルフレグに一本勝ちするが、準決勝で日体大4年の山本浩史に合技で敗れて3位にとどまった。
2012年には東海大学に進学すると、5月のグランドスラム・モスクワでは、3回戦で世界チャンピオンであるウズベキスタンのリショド・ソビロフを2-1の判定で破ると、決勝ではダワードルジから小内刈で技ありを取るなどしてIJFワールド柔道ツアー初優勝を飾った。12月のグランドスラム・東京では、決勝で了徳寺学園の石川裕紀を肩車で破って初優勝を飾った。
2013年2月には新ルールとなって最初の大会となったグランドスラム・パリに出場すると、決勝で韓国のチャン・ジンミンを隅落で破るなど、オール一本勝ちで今大会初優勝を飾った。
5月の体重別では準決勝で了徳寺学園の川端に巴投で敗れて3位に終わったものの、実績で世界選手権代表に選ばれた。世界ランキング上位選手で競われるワールドマスターズでは優勝を飾った。
8月の世界選手権では、準決勝で韓国の金源鎮に合技で一本勝ちすると、決勝ではモンゴルのダシダワー・アマルトゥブシンを指導2で破り、20歳で世界一に輝いた。また今回の優勝で、全日本代表監督であり大学の先輩にあたる井上康生に続いて2人目となる、小中高それぞれで全国大会を制覇しての世界チャンピオンとなった。さらに、世界カデ（16歳以下）、世界ジュニア（19歳以下）の年代別カテゴリでそれぞれ優勝して、シニアの世界選手権でも優勝した最初の選手となった。グランドスラム・東京では決勝で金源鎮に肩車で一本勝ちして優勝を飾った。
2014年1月にはECCO柔道チームチャレンジ2014 ヨーロッパ対アジアにアジアチームの一員として出場した。ロンドンオリンピックで優勝したアルセン・ガルスチャンと対戦すると、小内刈で有効と指導2を取り、中盤には大外刈を決めて圧勝した。
4月の体重別では決勝で石川を技ありで破って今大会初優勝を飾り、世界選手権代表に選出された。6月のグランプリ・ブダペストでは決勝でグルジアのアミラン・パピナシビリを移腰で破って優勝を飾った。今回の勝利によって国際大会では8大会連続優勝となった。
8月にロシアで開催された世界選手権では、準決勝で地元ロシアのベスラン・ムドラノフと対戦した。先に有効を取られるが得意の大腰で技ありを取り返したものの、それがジュリーの指示で有効に格下げされた。続いて浮落で有効ポイントをあげるも、これまたジュリーの指示でポイント自体が取り消された。その後に場外に出たとのことで指導を受けてポイントでリードされることになった。しかし、2度目の有効ポイントが取り消されてリードされていることに終了20秒前まで気付かなかったことから、そこからの効果的な反撃もならずに、結果として指導1つの差で敗れた。3位決定戦ではカザフスタンのアイベク・イマシェフと対戦して先に技ありを取られるが、裏投げで逆転勝ちして3位にはなったものの、今大会2連覇はならなかった。今回の敗戦で国際大会での連続優勝記録が8、対外国選手の連勝記録が36で止まった。試合後に髙藤は「こんなひどいジャッジがあるのかと思った。今までの柔道人生で予想できないことが起きた」とコメントした。この試合に関してはあからさまな地元有利の判定との見方もなされている。男子代表監督の井上康生も、終了後にIJFの審判主任理事であるフアン・カルロス・バルコスに対して、有効、技あり、一本の定義にばらつきがあることを問い質したものの、判定への正式な抗議はしないという。
9月には全柔連の強化委員会が、先月の世界選手権の際に現地での練習において遅刻を繰り返すなどの規律違反をしたとして、髙藤を強化指定選手のAランク（ナショナル）からBランク（シニア）に降格させることを決めた。この処分は監督である井上が提案するとともに、自らの指導力不足だとして責任を取る形で井上が頭を丸めることになった。これに対して髙藤も、「井上監督の熱い思いに応えないといけない。いきなり生真面目にはなれないけど、根本的に改めていく」として丸刈りにした。10月の体重別団体では優勝を飾った。12月のグランドスラム・東京には世界選手権時の規律違反を理由に出場を認められなかった。
2015年2月にはグランプリ・デュッセルドルフに出場するが、3回戦でカザフスタンの選手に敗れた。4月の体重別では初戦で日体大3年の青木大に内股で敗れたことにより、世界選手権代表には選出されなかった。5月のワールドマスターズでは決勝でアゼルバイジャンのオルハン・サファロフを指導2で破って今大会2連覇を達成した。10月のグランドスラム・パリでは決勝で地元フランスのヴァンサン・リマールを技ありで破って優勝した
。体重別団体でも優勝を飾った。12月のグランドスラム・東京では決勝でムドラノフを合技で破って世界選手権での雪辱を果たして、今大会2年ぶり3度目の優勝を飾った。この際に「普通にやれば世界に負ける相手はいないので」とコメントした。さらに、「昨年子供が生まれて、今までは子供や妻のためにと考える部分もありました。もちろん子供とか妻のために勝ちたいという思いは今もあるのですが、それ以上にまずは自分の夢をなんとしても叶えるという思いでやっていきたいと思います。妻には本当に迷惑をかけてしまっているので、オリンピック金メダルという夢を絶対に叶えて、恩返しができたらと思いますね」とも語った。
大学卒業直後の2016年4月の体重別では準決勝で国士館大学4年の大島優磨に横四方固で敗れて3位にとどまるも、リオデジャネイロオリンピック代表には選出された。代表決定後の会見では、「常に五輪で金メダルを取りたいと考えていた。流れをチームに呼び込みたい」とコメントした。5月のワールドマスターズでは初戦でリマールと対戦すると、有効を先取しながらその後に合技で逆転負けを喫して今大会3連覇はならなかった。
6月には所属先のパーク24主催の壮行会において、「前回は男子の金メダルがゼロだったから、自分が取れば8年ぶりになる。話題になるし最高」とオリンピックへの意気込みを語った。8月のリオデジャネイロオリンピックでは初戦となる2回戦でモナコの選手に反則勝ち、3回戦でチェコの選手を開始早々の内股で一蹴するも、準々決勝ではパピナシビリに指導1をリードしながら隅落で逆転の一本負けを喫して金メダルの夢を砕かれた。その後の敗者復活戦で金源鎮を有効で破ると、3位決定戦でもサファロフを指導2で破り銅メダルを獲得した。12月にはグランドスラム・東京に出場するも、決勝で大学の3年後輩となる永山竜樹に内股で敗れて2位にとどまった。
2017年2月のグランドスラム・パリでは準々決勝においてオリンピックで敗れたパピナシビリに小内刈で一本勝ちして雪辱するなど、オール一本勝ちで今大会3度目の優勝を飾った。4月の体重別では決勝で永山に小外刈で敗れて2位だったが、永山とともに世界選手権代表に選出された。なお、パワーファイターである後輩の永山に2連敗を喫したことを契機にウエイトトレーニングにも本格的に取り組み始めた。5月のアジア選手権では決勝でイランのモハマド・ラシュノネジャドに反則勝ちを収めて優勝した。6月にはボクシングのWBOスーパーフライ級の世界チャンピオンである同じ年の井上尚弥と合同練習を行った。8月の世界選手権では決勝でサファロフと対戦すると、技ありを取った後に大内刈で一本勝ちして、2013年以来2度目の優勝を果たした。試合後のインタビューでは、「今日は組み合わせから運が良かった。あの組み合わせなら勝って当たり前。まだ永山選手に勝っていないので、勝ってから喜びたい」とコメントした。12月のグランドスラム・東京では過去2戦2敗だった永山を技ありで破ると、決勝ではGSに入ってからダシダワーを浮落で破って今大会2年ぶり4度目の優勝を飾った。世界選手権と今大会で優勝したために、規定により2018年の世界選手権代表が内定した。なお、2013年と2015年に続いて2017年には3度目の世界ランキング年間1位となり、5万ドルのボーナスを獲得した。
2018年3月のヨーロッパオープン・プラハには66kg級に出場して優勝を飾った。なお、今大会を武者修行の一環とみなして練習パートナーやスタッフも同行させず、大会への事務手続きなども単独で行ったという。4月の体重別はすでに世界選手権代表が内定していたために出場しなかった。大会後、世界選手権代表が正式に決まった。続く体重無差別で争われる全日本選手権に、60kg級の選手ながら昨年の世界選手権で優勝したため推薦で出場することになった。この大会に出場しようと思ったのは、小学生の時に全日本選手権の決勝で井上康生と鈴木桂治の対戦を直で見て感激するなど、小さい時からオリンピックと並ぶ大きな憧れの対象だったからだという。その大会では初戦となる2回戦で自身より身長で23cm高く、体重で約40kg重い旭化成の石内裕貴と対戦すると、指導2を先取された後に上四方固で抑え込まれて敗れた。「ここまで来たら自分が強いと勘違いしよう」と言い聞かせていたが、結果として「勘違いで終わってしまった」とコメントした。7月のグランプリ・ザグレブでは決勝でアメリカのアドニス・ディアズを大内刈で破って優勝した。9月の世界選手権では準々決勝まで寝技を軸に全て一本勝ちすると、準決勝では永山をGSに入った直後に小内刈の技ありで破った。決勝でもロシアのロベルト・ムシビドバゼを小内刈の技ありで破って2年連続3度目の世界チャンピオンとなった。これで2017年2月のグランドスラム・パリで優勝して以降、国際大会7連続優勝となった。試合後には、「（世界一の称号である）赤ゼッケンを手放さなくてよかった」「60kg級は僕1人で大丈夫でしょう」とコメントした。11月のグランドスラム・大阪では初戦で過去5戦全勝の金源鎮にGSに入ってから反則負けを喫して、国際大会での連勝記録も35で止まった。また、この結果により昨年に続く世界選手権代表内定はならなかった。
2019年2月のグランドスラム・パリでは準々決勝で左肘を負傷しながらも、決勝でカザフスタンのエルドス・スメトフを技ありで破るなどして今大会4度目の優勝を飾った。この際に、「60kg級は世界のレベルが相当低いので勝って当たり前。我慢して相手の隙を狙うことができた。2019、20年と、ここから連勝をスタートできるんじゃないかと思う」とコメントした。4月の体重別は腰部の筋膜炎により出場を回避することになったが、世界選手権代表に選出された。7月のグランプリ・モントリオールでは決勝でムシビドバゼを内股で破るなどオール一本勝ちして優勝を飾った。この際に、「外国人選手がちょっとレベル低すぎかなと感じている」と以前から抱いている思いを改めて述べた。しかしながら、8月に東京で開催された世界選手権では準々決勝でウズベキスタンのシャラフディン・ルトフィラエフに内股で敗れて大会3連覇を逃すと、その後の3位決定戦でも永山に終了間際に合技で敗れて5位にとどまることとなった。なお、3回戦でフランスのワリド・キヤーと対戦した際に相手の頭部で鼻を強打して骨折した可能性があるという。11月のグランドスラム・大阪では準決勝で同僚の青木に反則勝ちすると、決勝では永山を技ありで破って今大会2年ぶり5度目の優勝を飾った。
2020年2月のグランドスラム・デュッセルドルフでは準決勝で金源鎮を袖釣込腰で破ると、決勝は台湾の楊勇緯が棄権したことにより優勝を果たした。その後に開かれた強化委員会で、3名の強化委員が反対票を投じるも、25名の賛成票が得られたため、東京オリンピック代表が内定した。2番手選手とのこれまでの成績差が歴然だと強化委員の3分の2以上によって判断された場合は東京オリンピック代表が内定することになっていた。ライバルの永山とはリオデジャネイロオリンピック以降ともに3度世界選手権に出場するも、髙藤は2度優勝しながら永山は3位が最高だったことや、昨年のグランドスラム・大阪決勝で永山との直接対決を制したことなどが重視される形になったという。代表内定となった髙藤は、「手堅さを手に入れて、リオ五輪の時よりも強い髙藤直寿で今ここにいる。（東京五輪では）柔道って素晴らしいと思ってもらえるような柔道をする。」と決意を語った。3月には新型コロナウイルスの影響により東京オリンピックの開催が1年ほど延期されることになり、代表権の維持が不透明となっている事態に対して、「単純に一度決まった選手と決めれなかった選手が試合するのはメンタル面でアンフェア。先に内定もらったのが不利になるのはおかしいし、スポーツはフェアであって欲しい」とコメントした。5月に全柔連は常務理事会と強化委員会を開いて、1年延期になった東京オリンピックでは2月に決まっていた代表内定選手の権利を維持する方針を確認した。内定選手は激越な代表選考をすでに経ているとしたうえで、国際大会の再開が今だ不透明で再選考が容易でないことを最大の理由に挙げている。一方で強化委員長の金野潤は、「現場の監督、コーチが現内定選手で闘う自信をしっかり持っていることが一番の決め手」だと説明した。その後、全柔連の全理事と監事の承認を得て、代表内定選手の維持が正式に決まった。この際に、「柔道を思い切り出来るのはまだまだ先ですが、気合い入れていこー」とコメントした。
2021年4月のアジア・オセアニア選手権では決勝で楊を技ありで破って優勝した。7月に日本武道館で開催された東京オリンピックでは準々決勝で元世界チャンピオンであるジョージアのルフミ・チフヴィミアニに反則勝ちすると、準決勝ではスメトフを11分以上の戦いの末に技ありで破った。決勝では楊に反則勝ちして、この階級では2004年のアテネオリンピックの野村忠宏以来4大会ぶりとなる金メダルを獲得した。なお、今大会の日本選手団の金メダル第1号となった。試合後には次のように語った。「豪快に勝つことはできなかったけどこれが僕の柔道。日本武道館で金メダルを取れたのは幸せ」。8月の東京オリンピック閉会式では日本国旗を運ぶベアラーを務めた。同年、紫綬褒章受章。
2022年4月の体重別では決勝で旭化成の古賀玄暉に出足払で敗れて2位にとどまるも、世界選手権代表には選出された。続く全日本選手権にはオリンピックで金メダルを獲得したことにより推薦で出場するも、初戦で90kg級の選手であるアドヴィックスの田中大勝に裏投げで技ありを取られた後に、腕挫十字固で一本負けを喫した。10月の世界選手権では準決勝で楊を技ありで破ると、決勝ではモンゴルのエンフタイワン・アリウンボルドを小内刈で破って2018年以来の今大会4度目の優勝を飾った。12月のグランドスラム・東京は世界選手権からの試合間隔が短いために、中長期的な視野を踏まえた上で回避することに決めた。その後の強化委員会で2番手以下との差が認められたため、2023年の世界選手権代表に決まった。
2023年5月の世界選手権では準決勝でスペインのフランシスコ・ガリゴスと対戦すると、開始早々に技ありをリードするもポイントを取り返されると、GSに入ってから釣込腰で逆転の一本負けを喫して2連覇はならなかった。その後の3位決定戦でも韓国のイ・ハリムに反則負けを喫して5位に終わった。8月のワールドマスターズでは準々決勝で金源鎮に腕挫十字固で敗れるも、その後の敗者復活戦を勝ち上がって3位になった。12月のグランドスラム・東京では準々決勝でイタリアのアンドレア・カルリノに技ありを先取されるも、終了10秒前に追いつきその後一本勝ちした。準決勝では国士舘大学3年の中村太樹を技ありで破るも、決勝ではオリンピック代表争いをしている永山との直接対決になるが一本背負投で敗れて2位に終わった。そのため3回連続のオリンピック出場はならなかった。

## 世界ランキング
- 世界ランキングの年度別変遷

|      | 2011年 | 2012年 | 2013年 | 2014年 | 2015年 | 2016年 | 2017年 | 2018年 | 2019年 | 2020年 | 2021年 | 2022年 | 2023年 | 2024年 |
| ---- | ------ | ------ | ------ | ------ | ------ | ------ | ------ | ------ | ------ | ------ | ------ | ------ | ------ | ------ |
| 順位 | 65     | 6      | 1      | 3      | 1      | 7      | 1      | 4      | 5      | 5      | 4      | 8      | 16     | 43     |

（出典、JudoInside.com）
最近のIJF世界ランキングは『選手情報』や"World ranking list"を参照。

## 人物
苗字に関しては「高藤」と表記されることも多いが、本来の表記はいわゆるはしご髙の「髙藤」である。
ナインティナインの岡村隆史に外見が似ていると言われる。
2014年6月30日には57kg級の元強化指定選手だった4歳年上の牧志津香と学生結婚した。同年10月15日には第1子の長男が誕生した。その後に第2子の長女も誕生し、2021年の東京オリンピック時点では4人家族である。
リオデジャネイロオリンピックでは妻と長男も現地で観戦する予定だったが、治安上の理由により長男は家でテレビ観戦することになった。
中学から大学まで髙藤の1年先輩だった早稲田大学大学院生の伊丹直喜は、練習パートナーとして髙藤を大学以来サポートし続けて、絶大な信頼を得ているという。髙藤の長男の名前も感謝を込めて伊丹の名前から一文字加えられた。
東京オリンピック柔道男子60kg級において金メダルを獲得した功績をたたえ、2021年11月17日、東京都品川区のJR五反田駅西口に記念のゴールドポスト（第11号）が設置された（ゴールドポストプロジェクト）。

## 得意技
基本的に小内刈を基軸とした柔道を展開する。それに加えて、きちんと組んで来ない相手への対策として、掬投や朽木倒、肩車などを使い始めて得意技にしていった。特に肩車に関しては、道場の先輩である海老沼匡の兄の海老沼聖が2002年の世界ジュニアにおいて肩車で勝った試合を見せられてから、この技を多用するようになった。しかしながら、2010年からのIJFによるルール改正でそれらの足を掴む技が使いにくくなったことで自分の柔道スタイルを再度作り変えて、現在は内股、払腰、小内刈、背負投、袖釣込腰、欧米では「ラーツドロップ」とも呼ばれていた、相手の足を掴まずに投げる変則の肩車、寝技などを使いこなせるようになった。なお、2013年のグランドスラム・東京の決勝で決めた片襟を掴んで担ぎ上げる独特の肩車を、自らの名前を付けて「直車」と命名した。この技は他の選手では使いこなせないとっておきの決め技だと自認している。
さらに、2013年からの新ルールでは足取りが全面的に禁止されたことを受けて、「髙藤スペシャル」と呼ばれる、相手が奥襟を掴んできたところを密着して、相手の体を抱えながら回転させて投げる技（決まり技は大腰や移腰、抱分になる場合が多い）を多用するようになった。
この技は、相手が奥襟を掴んで組み勝っていると油断させたところを、それを逆に利用して投げる技でもある。もともとは、苦手としていた左組みの長身選手である山本浩史に奥襟を取られやすかったことから、その対策として編み出された。本人によれば、「髙藤スペシャルとはこう投げるという決まった型があるわけではなく、相手の動きに合わせていかに背中をつけるかという技なので、何をもって完成なのかは自分でもわかりません」と語っており、これからも変化させていかなければならないという。
また、ライバルの研究に講じることが試合をするよりも好きだという。さらには、「相手のちょっとの動きで次の技まで予測して、その先にいけるのが自分のストロングポイント（長所）」と語っているように、相手の出方に合わせて最適の対応を繰り出す柔道にも長けている。しかも乱取りでさえ試したことのない作戦を試合でいきなり実行する大胆さを持ち合わせている。「やったことのない技を試合でいきなりやるのは勇気がいる。でもそれができるのが僕の強み」。かくの如き髙藤の柔道について全日本代表監督の井上康生は、「相手が右に力を入れるなら左に瞬時に切り返して投げる。ああいう動きは彼特有の勝負勘、柔道スタイル」との認識を示すと、東海大学監督の上水研一朗も、「一言でいえば天才。髙藤の柔道は誰にもまねできない」と語った。

## 戦績
- 2004年 - 全国小学生学年別柔道大会 優勝（40kg級）
- 2005年 - 全国小学生学年別柔道大会 優勝（45kg級）
- 2008年 - 全国中学校柔道大会 優勝
- 2009年 - ドイツカデ国際 優勝
- 2009年 - 世界カデ 優勝
- 2010年 - 全国高校選手権 優勝
- 2010年 - インターハイ 優勝
- 2010年 - 全日本ジュニア 2位
- 2010年 - プロヴァンスジュニア国際 優勝
- 2011年 - インターハイ 優勝
- 2011年 - 全日本ジュニア 優勝
- 2011年 - 世界ジュニア 優勝
- 2011年 - 講道館杯 2位
- 2011年 - グランドスラム・東京 3位
- 2011年 - グランプリ・青島 2位
- 2012年 - ワールドカップ・オーバーヴァルト 7位
- 2012年 - グランプリ・デュッセルドルフ 5位
- 2012年 - グランドスラム・モスクワ 優勝
- 2012年 - ワールドカップ・タシュケント 優勝
- 2012年 - 体重別団体 優勝
- 2012年 - 講道館杯 3位
- 2012年 - グランドスラム・東京 優勝
- 2013年 - グランドスラム・パリ 優勝
- 2013年 - 体重別 3位
- 2013年 - ワールドマスターズ 優勝
- 2013年 - 世界選手権 優勝
- 2013年 - 体重別団体 2位
- 2013年 - グランドスラム・東京 優勝
- 2014年 - 体重別 優勝
- 2014年 - グランプリ・ブダペスト 優勝
- 2014年 - 世界選手権 3位
- 2014年 - 体重別団体 優勝
- 2015年 - ワールドマスターズ 優勝
- 2015年 - グランドスラム・パリ 優勝
- 2015年 - 体重別団体 優勝
- 2015年 - グランドスラム・東京 優勝
- 2016年 - 体重別 3位
- 2016年 - リオデジャネイロオリンピック 3位
- 2016年 - グランドスラム・東京 2位
- 2017年 - グランドスラム・パリ 優勝
- 2017年 - 体重別 2位
- 2017年 - アジア選手権 優勝
- 2017年 - 世界選手権 優勝
- 2017年 - グランドスラム・東京 優勝
- 2018年 - ヨーロッパオープン・プラハ 優勝（66kg級）
- 2018年 - グランプリ・ザグレブ 優勝
- 2018年 - 世界選手権 優勝
- 2019年 - グランドスラム・パリ 優勝
- 2019年 - グランプリ・モントリオール 優勝
- 2019年 - 世界選手権 5位
- 2019年 - グランドスラム・大阪 優勝
- 2020年 - グランドスラム・デュッセルドルフ 優勝
- 2021年 - アジア・オセアニア選手権 優勝
- 2021年 - 東京オリンピック 優勝
- 2022年 - 体重別 2位
- 2022年 - 世界選手権 優勝
- 2023年 - 世界選手権 5位
- 2023年 - ワールドマスターズ 3位
- 2023年 - グランドスラム・東京 2位

（出典、JudoInside.com）

## 有力選手との対戦成績
（2024年12月現在）
| 国籍                 | 選手名                       | 内容   |
| -------------------- | ---------------------------- | ------ |
| 日本の旗             | 永山竜樹                     | 3勝4敗 |
| モンゴルの旗         | ダシダワー・アマルトゥブシン | 5勝    |
| モンゴルの旗         | ガンバット・ボルドバータル   | 3勝1敗 |
| カザフスタンの旗     | エルドス・スメトフ           | 5勝    |
| 大韓民国の旗         | 金源鎮                       | 6勝2敗 |
| ロシアの旗           | ベスラン・ムドラノフ         | 3勝1敗 |
| ジョージア (国)の旗  | アミラン・パピナシビリ       | 3勝1敗 |
| アゼルバイジャンの旗 | イルガル・ムシキエフ         | 2勝    |
| アゼルバイジャンの旗 | オルハン・サファロフ         | 4勝    |
| ウクライナの旗       | ゲオルグリー・ザンタラヤ     | 1勝1敗 |
| モンゴルの旗         | ダワードルジ・トゥムルフレグ | 2勝    |

（参考資料：ベースボールマガジン社発行の近代柔道バックナンバー、JudoInside.com等）